# いたちごっこ
いたちごっこ（鼬ごっこ）は、江戸時代後期に流行った子供の遊びである。

## 概要
いたちごっこは、2人が「いたちごっこ」、「ねずみごっこ」と唱えながら、互いに相手の手の甲を指でつまんで その上に乗せることを繰り返す遊びである。3人以上で行うルールもある。
この遊びは終わりがないことから、「同じことを繰り返すだけで、決着がつかないこと」という意味として使われることもある。

## 名称
いたちごっこは名称ないし表記ゆれが多い。以下に列挙する。
- いたちこっこ[1]
- ねずみごっこ（鼠ごっこ）[4]
- いたちごっこ・ねずみごっこ[5]
- ねずみごっこいたちごっこ（鼠鼬、鼠ごっこ鼬ごっこ）[1][6]
- ねずみこっこいたちこっこ（鼠鼬）[6]